# ماندي بهاودين
ماندي بهاودين (بالأردوية: منڈی بہاؤالدین)‏ هي مدينة، في باكستان، تقع في Mandi Bahauddin District ‏ ، وهي عاصمتها، بلغ عدد سكانها 157,352 نسمة وذلك حسب إحصائيات سنة 2017، تبلغ مساحتها 7,623 كيلومتر مربع، رمزها البريدي هو 50400.

## أعلام
- حسن علي